# فرمول فالهابر

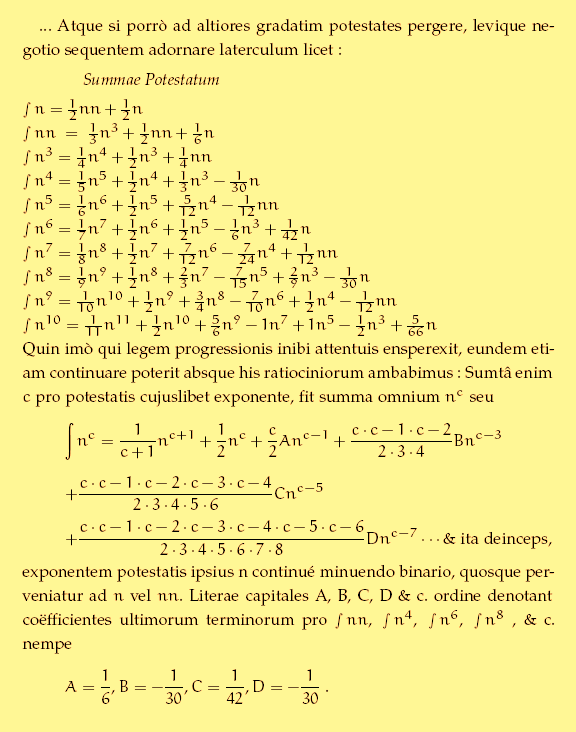
برشی از کتاب "آرس کانجکتاندی" نوشته یاکوب برنولی، ۱۷۱۳.

در ریاضیات، فرمول فالهابر (انگلیسی: Faulhaber's formula)، که به نام یوهان فالهابر نامگذاری شده‌است، مجموع pامین توان‌های nتا عدد صحیح اول را بیان می‌کند:
به عنوان تابع چندجمله‌ای n از درجهٔ p+۱، مضرب‌هایی شامل عدد برنولی Bj:
که در آن
فاکتوریل‌های صعودی و نزولی هستند.